# Bokorovics Balázs
Bokorovics Balázs  (1974–) magyar üzletember.

## Életpályája
1996-ban a Budapesti Műszaki Egyetem Vegyészmérnöki karán szerzett diplomát, majd a Budapesti Közgazdaságtudományi Egyetemen folytatott tanulmányokat. 1996-1997-ben a Buda-Cash Brókerház Rt., majd 1997-től két évig a Cashline Értékpapír Rt. határidős divíziójának vezetője. A magyar brókervizsgák mellett 2001-ben a nemzetközi határidős árampiaci üzletkötői vizsgát is teljesítette Frankfurtban. 1999 és 2003 között a Matrisk Kockázatkezelő és Tanácsadó Kft. ügyvezető igazgatója volt. Jelenleg a PannErgy Nyrt. Igazgatótanácsának elnöke.

## Díjai, elismerései
1997-ben és 1998-ban a Budapesti Értéktőzsdén elnyerte az év határidős üzletkötője címet.